# Waleri Iwanowitsch Tokarew
Waleri Iwanowitsch Tokarew (russisch Валерий Иванович Токарев, wiss. Transliteration Valerij Ivanovič Tokarev; * 29. Oktober 1952 in Kapustin Jar, Oblast Astrachan, Russische SFSR) ist ein ehemaliger russischer Kosmonaut.
Er ist Oberst der russischen Luftstreitkräfte und Testkosmonaut am Juri-Gagarin-Kosmonautentrainingszentrum. Er ist verheiratet und hat zwei Kinder.
Tokarew flog mit der Space-Shuttle-Mission STS-96 vom 27. Mai bis zum 6. Juni 1999. Während der zehntägigen Mission transportierte er mit seiner Crew vier Tonnen Versorgungsgüter auf die Internationale Raumstation (ISS) und machte sie bereit für die erste Dauerbesatzung ISS-Expedition 1.
Mit dem Flug der Sojus TMA-7 am 1. Oktober 2005 trat er seinen Dienst auf der ISS im Rahmen der ISS-Expedition 12 an. Er verbrachte im Rahmen dieser Mission fast 188 Tage  auf der Internationalen Raumstation.
Nach Beendigung seiner Kosmonautenkarriere setzt sich Tokarew unter anderem für den Schutz bedrohter Meeressäuger ein. Als Robbenschützer und Pilot begleitete er z. B. für Zählungen der Kaspischen Robbe auch wissenschaftliche Expeditionen.